# We Stitch These Wounds
We Stitch These Wounds – debiutancki album Black Veil Brides wydany przez Standby Records 20 lipca 2010 roku. Trzy utwory („We Stitch These Wounds”, „Knives and Pens”, and „The Mortician’s Daughter”) zostały opublikowane wcześniej, na EPce „Never Give In”, jednak zostały zmienione, stworzyli czystsze wersje utworów.

## Publikacja i promocja
W grudniu 2009 roku, Andy Six ogłosił, że nagranie ich pierwszego albumu właśnie się zaczęło. Ogłosili, że będą nagrywać w Van Nuys, CA w Clear Lake Recording Studio wraz z Managerem – Blasko (basista Ozzie Ozbourne’a).

## Lista utworów
| Nr. | Tytuł piosenki                | Czas |
| --- | ----------------------------- | ---- |
| 1.  | "The Outcasts (Call to Arms)" | 0:30 |
| 2.  | "We Stitch These Wounds"      | 3:59 |
| 3.  | "Beautiful Remains"           | 4:13 |
| 4.  | "Children Surrender"          | 3:11 |
| 5.  | "Perfect Weapon"              | 4:07 |
| 6.  | "Knives and Pens"             | 4:15 |
| 7.  | "The Mortician’s Daughter"    | 4:11 |
| 8.  | "All Your Hate"               | 3:10 |
| 9.  | "Heaven’s Calling"            | 3:19 |
| 10. | "Never Give In"               | 3:09 |
| 11. | "Sweet Blasphemy"             | 3:56 |
| 12. | "Carolyn"                     | 4:37 |

### Pozycje na listach
Album sprzedał się w nakładzie prawie 100 tys. egzemplarzy w pierwszym tygodniu wydania płyty, osiągając pozycję 36. listy Billboard 200 i 1. niezależnych wydawnictw, pomimo otrzymujący negatywnych opinii od większości krytyków. Często krytykowano podobieństwo między „Knives and Pens”, Black Veil Brides i „Unholy Confessions”, Avenged Sevenfold. Chociaż piosenka była mocno krytykowana, teledysk był doceniony oraz chwalony przez krytyków i fanów.
| Lista (2010)       | Pozycja |
| ------------------ | ------- |
| U.S. Billboard 200 | 36      |

### Personel
Black Veil Brides
- Andy Biersack – główny wokal, keyboard, pianino
- Jake Pitts – wokal wspierający, gitara prowadząca
- Jeremy Ferguson – gitara rytmiczna, gitara prowadząca, skrzypce, wokal wspierający
- Ashley Purdy – gitara basowa, wokal wspierający
- Sandra Alvarenga – perkusja

Inni muzycy
- Troy Roe – wokal
- Alec Bieke – wokal
- Matt Bishop – wokal
- Marcos Delgado – wokal
- Kristen Johnson – wokal
- Casey Namhoe – wokal
- Justin Rodriguez – wokal
- Danielle Rolon – wokal
- Angelique Salcedo – wokal
- Alicia Vigil – wokal

Produkcja
- Rob Nicholson (Blasko) – producent
- G. Preston Boebel – producent, miksowanie

- Dave Casey – brzmienie
- Josh Newell – wokal, producent, miksowanie